# Zé Kalanga
Paulo Batista Nsimba (n. 12 august 1983 la Luanda) este un fotbalist angolez cunoscut sub porecla Zé Kalanga, ce a evoluat în campionatul României la clubul de fotbal Dinamo București, cu care a luat campionatul în 2007. A mai fost legitimat la clubul Recreativo Libolo din țara sa natală.
Și-a început cariera în țara sa natală, la clubul Petro Atletico din Luanda. A debutat la naționala Angolei în 2004, într-un meci împotriva Nigeriei, și de atunci a fost selecționat regulat la prima reprezentativă, pentru care a evoluat și la Mondialul din 2006. După turneul final, a fost transferat de Dinamo București cu care în primul său sezon a câștigat titlul de campion al României.
La Cupa Mondială din Germania, Zé Kalanga a fost ales Jucătorul meciului dintre Angola și Iran în care a oferit o pasă decisivă.
În sezonul 2007-2008 a fost împrumutat la echipa portugheză Boavista Porto deoarece a refuzat să se mai prezinte la lotul dinamovist.
A făcut parte din lotul Angolei pentru Cupa Africii pe Națiuni din 2008, disputată în Ghana, unde a evoluat în două meciuri din faza grupelor.

## Legături externe
- Kalanga.html Zé Kalanga pe site-ul National-Football-Teams.com